# Épi de faîtage
Pour les articles homonymes, voir EPI.

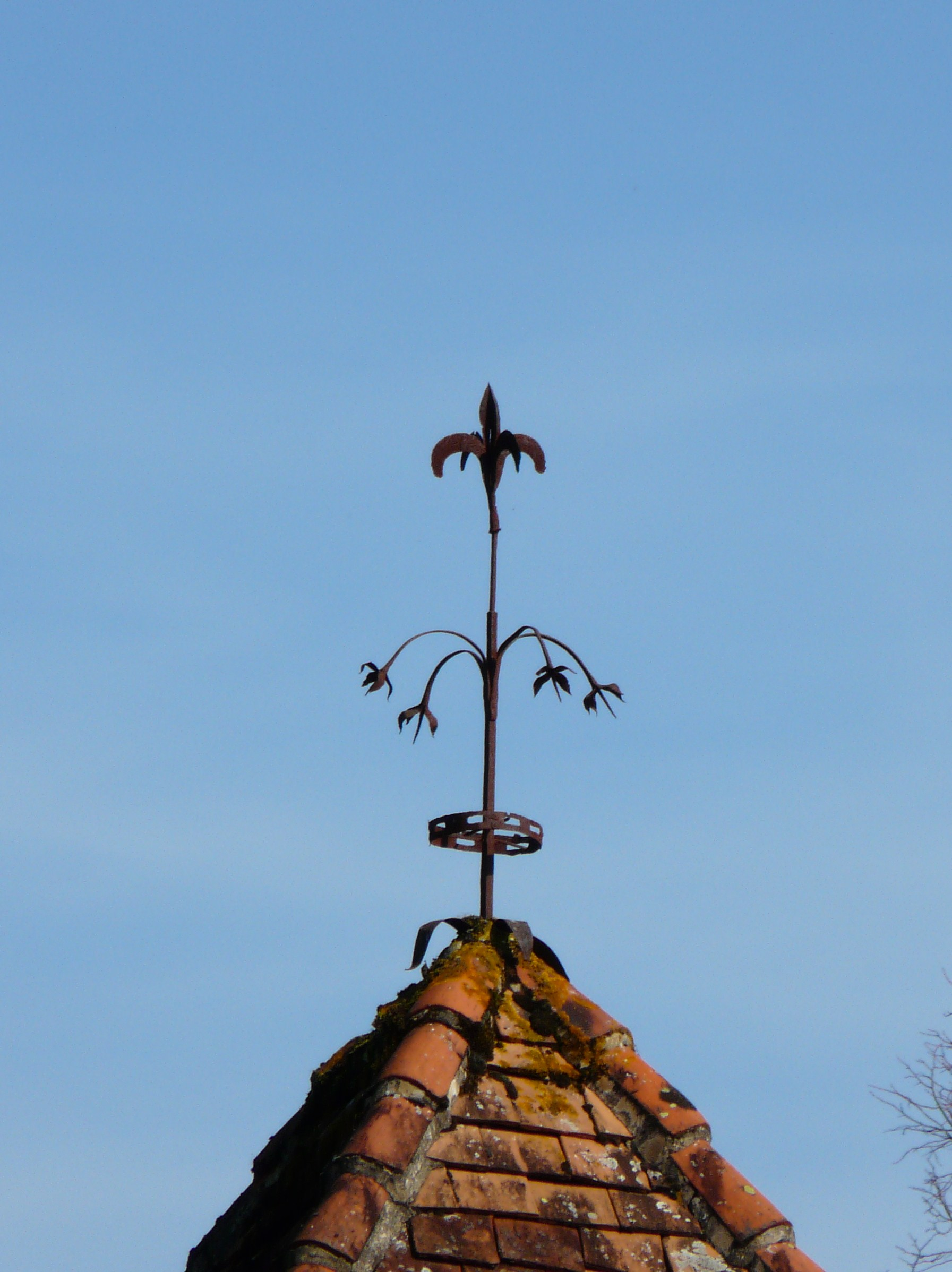
Épi de faîtage en forme d'iris.

Un épi de faîtage, également appelé poinçon, est une pièce ornementale formée d'une base et de plusieurs éléments (nommés manchons) enfilés sur une tige métallique placée aux extrémités d'un faîtage de toiture, soit à la pointe (dans le cas d'un pigeonnier par exemple), soit aux extrémités de la ligne de faîte. Il constitue par exemple la partie supérieure (l’amortissement) d'un gable et est le plus souvent un fleuron.

## Fonction
À l'origine, l'épi de faîtage a une nécessité fonctionnelle : assurer l'étanchéité de la charpente traditionnelle de la toiture en couvrant et protégeant la partie saillante (l’aiguille) du poinçon unique ou des poinçons alors extérieurs des toitures à quatre pans ; il a pris par la suite une dimension décorative (typiquement lorsque l'épi est placé en avant-corps d'un pignon de ferme).
Dans certaines régions françaises, les petits épis se nomment « étocs ».
Il peut être en terre cuite, en céramique, en bois (typique de l'architecture balnéaire du XIXe siècle), en fer forgé, etc.

## Histoire
Sa présence en Occident est attestée dès le XIe siècle (un simple pot en terre retourné est représenté sur des miniatures et la tapisserie de Bayeux). Aux XIIIe et XIVe siècles, on utilise des épis d'abord en terre cuite brute puis les siècles suivants en terre cuite vernissée, en plomb et en faïence émaillée qui apportent la polychromie. D'abord ronds pour offrir moins de prise au vent, ils sont progressivement décorés de motifs floraux, d'animaux ou de masques (faisant office d'armoiries du propriétaire de maisons même modestes, excepté les épis en plomb réservés aux nobles jusqu'au XVe siècle) et souvent surmontés de girouettes (privilège royal jusqu'à la Révolution française). Cette technique fait appel à des artisans ornemanistes, potiers, dinandiers, couvreurs, etc.
La Renaissance leur donne des formes nouvelles, chapiteaux couronnés de vase par exemple ; de même le XVIIe siècle les traite selon son style en apaisant les thèmes antiquisants de l'époque précédente. Encore aux XIXe et XXe siècles, on couronne les faîtages d'épis souvent faits de zinc bien que ce type d'ornement subisse une uniformisation (due à sa fabrication industrielle) et un déclin.
Dans le cartulaire de Château du Loir à la date du 31 octobre 1272, /notice 190/ Robert IV de Dreux (1241-1282), seigneur de Château du Loir et Béatrix de Montfort, sa femme, abolissent la taille en leurs villes de Mayet et Château du Loir et établissent un droit de faîtage sur les maisons. « Ce est à savoir que chacun borjois ou autre qui aura meison ou apantiz en nostre ville soient tenuz rendre à nous et à nos hoirs, chacun an, trois solz de festage de tournois ou de monnoie courant, et l'apantiz dis uet deniers tournois ou de monnoie courant, renduz à nous et à nos hoirs ou à nos allouez en la maison du préost de nostre ville devant dite, à lademain de la Toussainz annaumant et perdurablement... » (association patrimoine de Mayet).

## En France

### La production
La production d'épis de faîtage nécessite neuf étapes :
- le moulage : pour réaliser un objet en faïence, il est nécessaire d'avoir une sculpture fabriquée au préalable. Celle-ci est ensuite moulée dans un plâtre afin de servir de moule. Plus la forme de l'épi est complexe à réaliser, plus le nombre de moules est important. Il y a des moules composés de vingt à trente morceaux. L'innovation est possible mais cela demande de l'expérience de la part du potier ;
- l'estampage : les moules en plâtre doivent être remplis minutieusement avec de la terre. En effet, le moindre espace vide entre le moule et le plâtre fragiliserait l'épi. Chaque moule est composé au minimum de deux pièces qui, une fois estampées, sont assemblées ;
- le séchage : l'épi doit ensuite sécher. Selon le modèle, le temps de séchage peut varier de quelques heures à plusieurs jours ;
- le démoulage : le démoulage n'est possible qu'une fois les objets suffisamment secs ;
- la finition : la forme de l'épi doit être épurée et toutes traces éventuelles de terre, présentes dans le moule, doivent être effacées. Cela peut durer de quelques minutes à quelques heures ;
- l'engobage : cette étape consiste à recouvrir l'objet moulé d'une terre blanche, pour pouvoir, par la suite, l'émailler et lui donner un aspect permettant d'obtenir des couleurs aussi réalistes que possible ;
- la cuisson : elle a lieu toutes les quatre semaines environ. Elle n'est possible qu'à partir du moment où le four est plein. Il faut un jour à un jour et demi pour le remplir. Une fois rempli, le four est mis en route pour 34 heures de cuisson : les premières 24 heures, la température monte de 20 °C à l'heure. Les 10 heures suivantes, la température monte de 70 °C à l'heure. Le four atteint donc une température maximale de 1 180 °C. À la fin de la cuisson, les pièces sont maintenues à l'intérieur, le temps de refroidir. Le four ne doit en aucun cas être ouvert brusquement sous peine de provoquer un choc thermique et la cassure des pièces ;
- l'émaillage : ce travail est réalisé au pinceau et à la louche, parfois au pistolet. La couleur se révélant seulement après cuisson, il est donc nécessaire de la prévoir lors de la phase de création de la pièce ;
- la cuisson des pièces émaillées : l'émail est une poudre de verre qui se vitrifie lors de la cuisson et devient brillante assurant l'étanchéité de la réalisation. La cuisson des pièces émaillées a lieu une fois par semaine, à une température d'environ 980 °C[6].

### Les principales formes d'épis
La forme la plus simple est constituée d'une base, d'un globe ovoïde (boule) et d'un couronnement, séparés par des pièces intermédiaires.
Dans les régions méditerranéennes :
- poinçon ancien : trois boules emboitées sur un piédestal ;
- poinçon tronconique à bulbe : une base tronconique supporte un bulbe encastré sur son cône. Il est souvent surmonté d'une petite flèche, pointe annelée ou lisse ;
- pain de sucre : forme de cloche surmontée d'un petit chapeau.

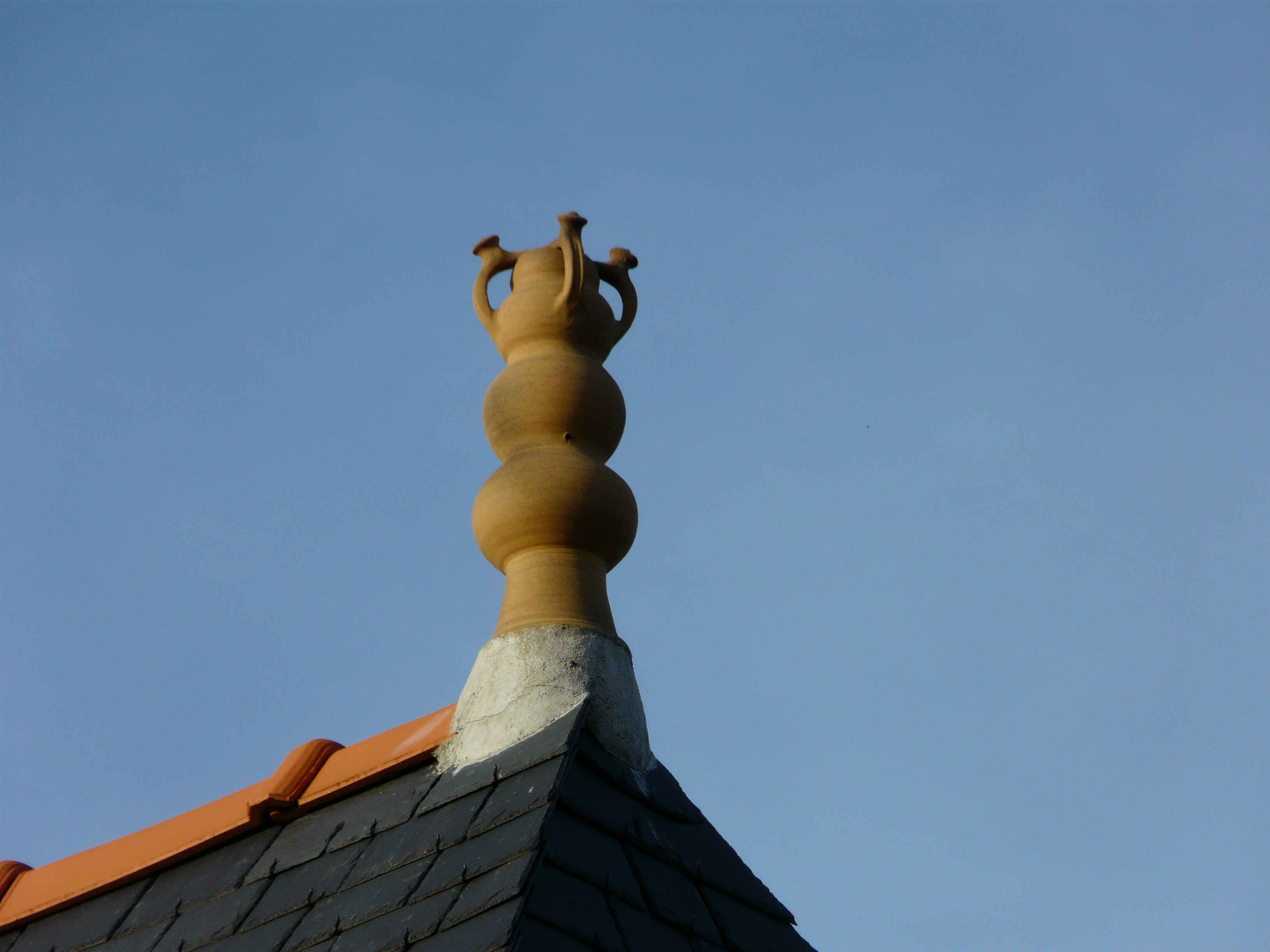
Poinçon ancien.
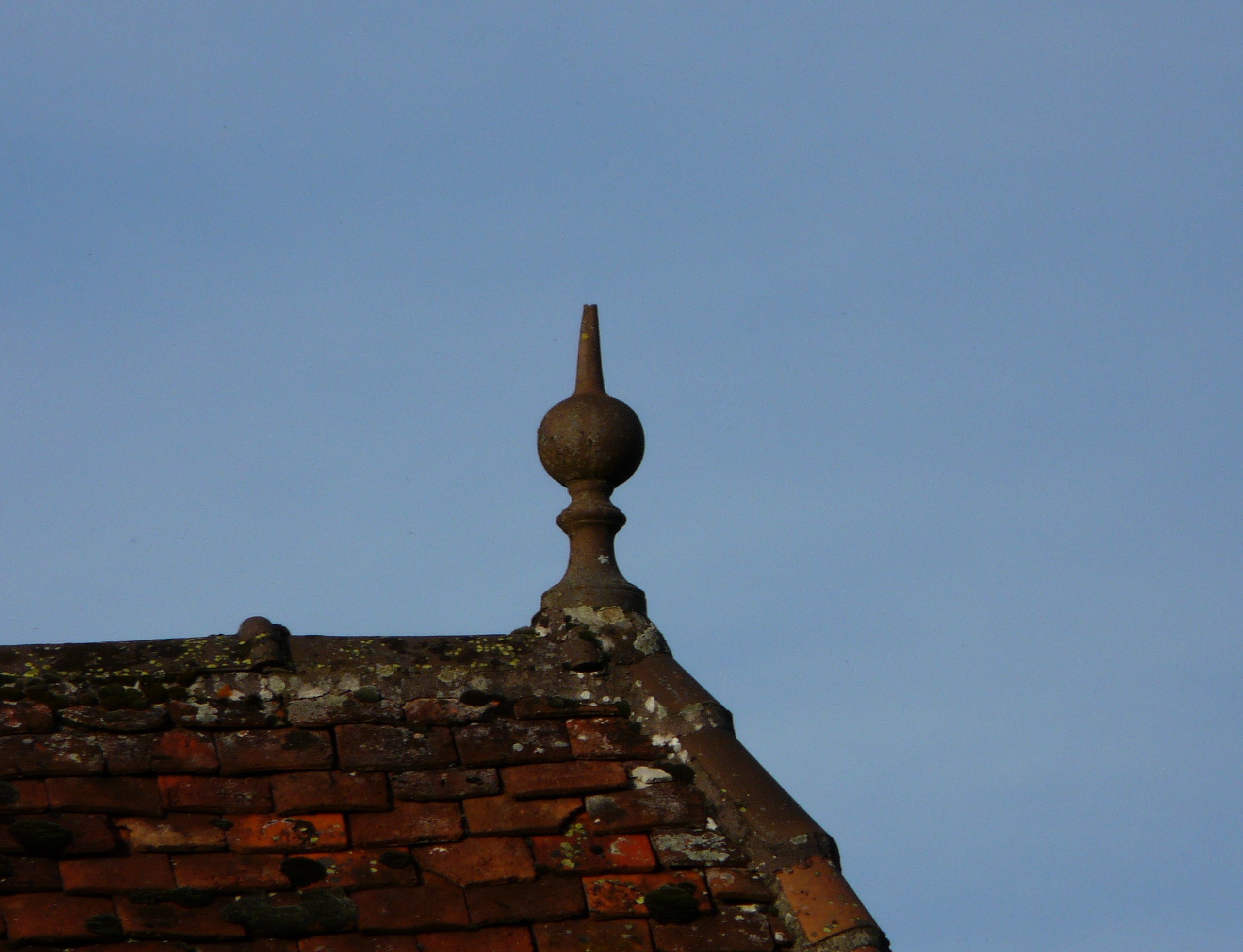
Poinçon tronconique à bulbe.
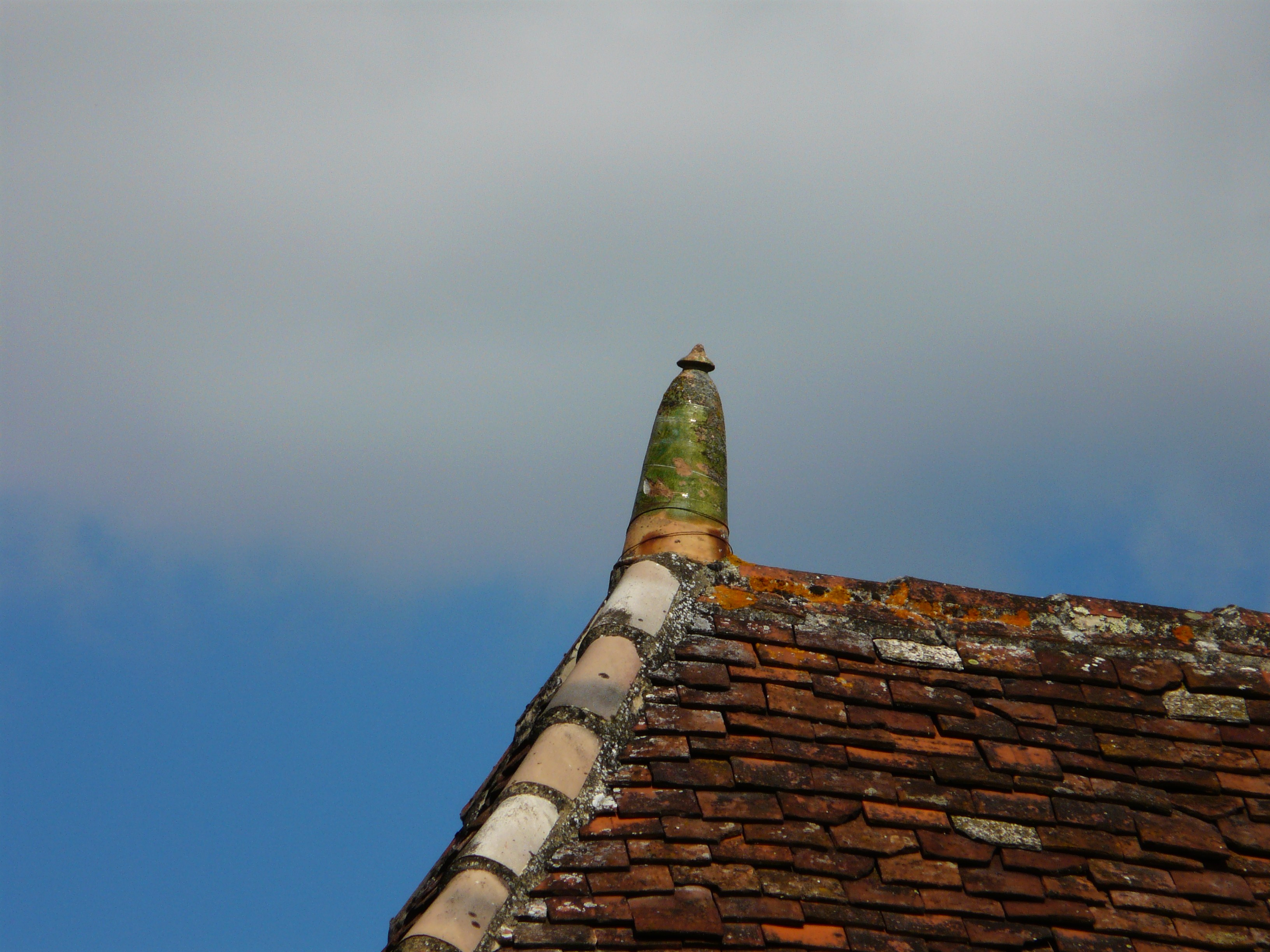
Pain de sucre.

Dans les autres régions :
- formes simples : boule, quille, etc. ;
- emblème traduisant la personnalité (le statut social auparavant faisait office d'armoiries) : emblème géométrique, végétal (fleur de lys, pigne de pin et pomme de pin, cône aux écailles respectivement fermées et ouvertes), animal (coq, chat, hibou, pigeon).

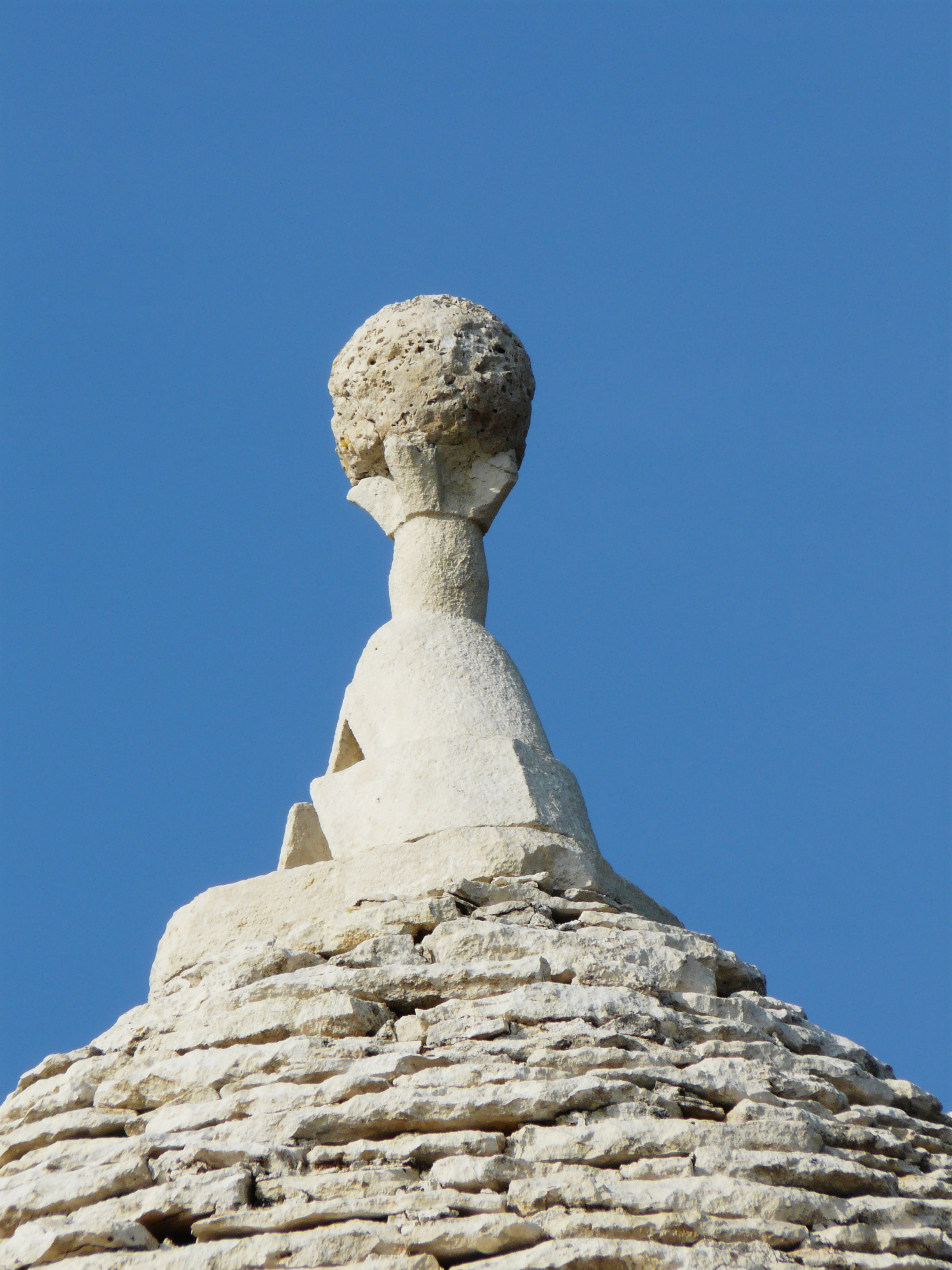
Épi en boule.
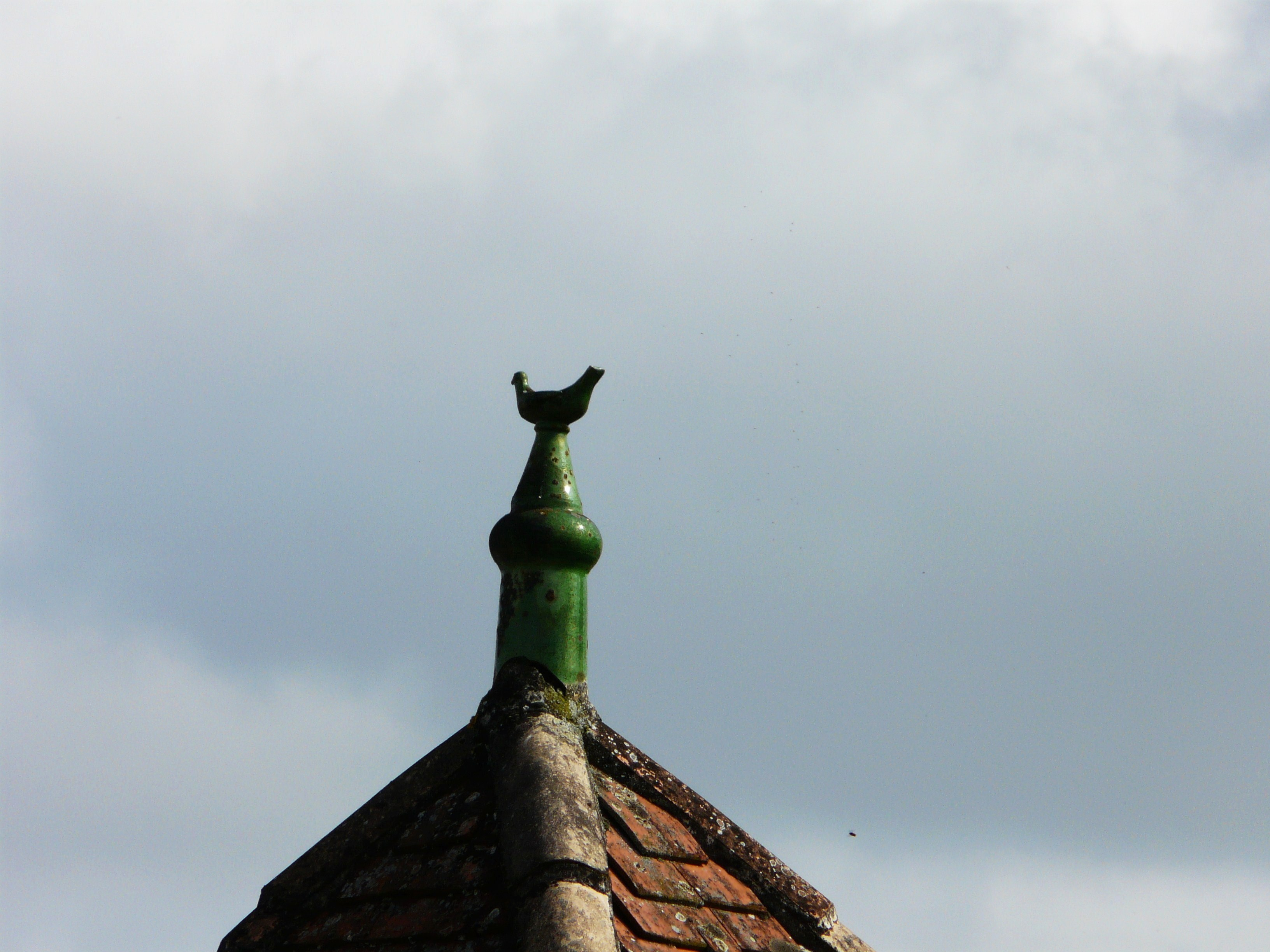
Épi représentant un pigeon.
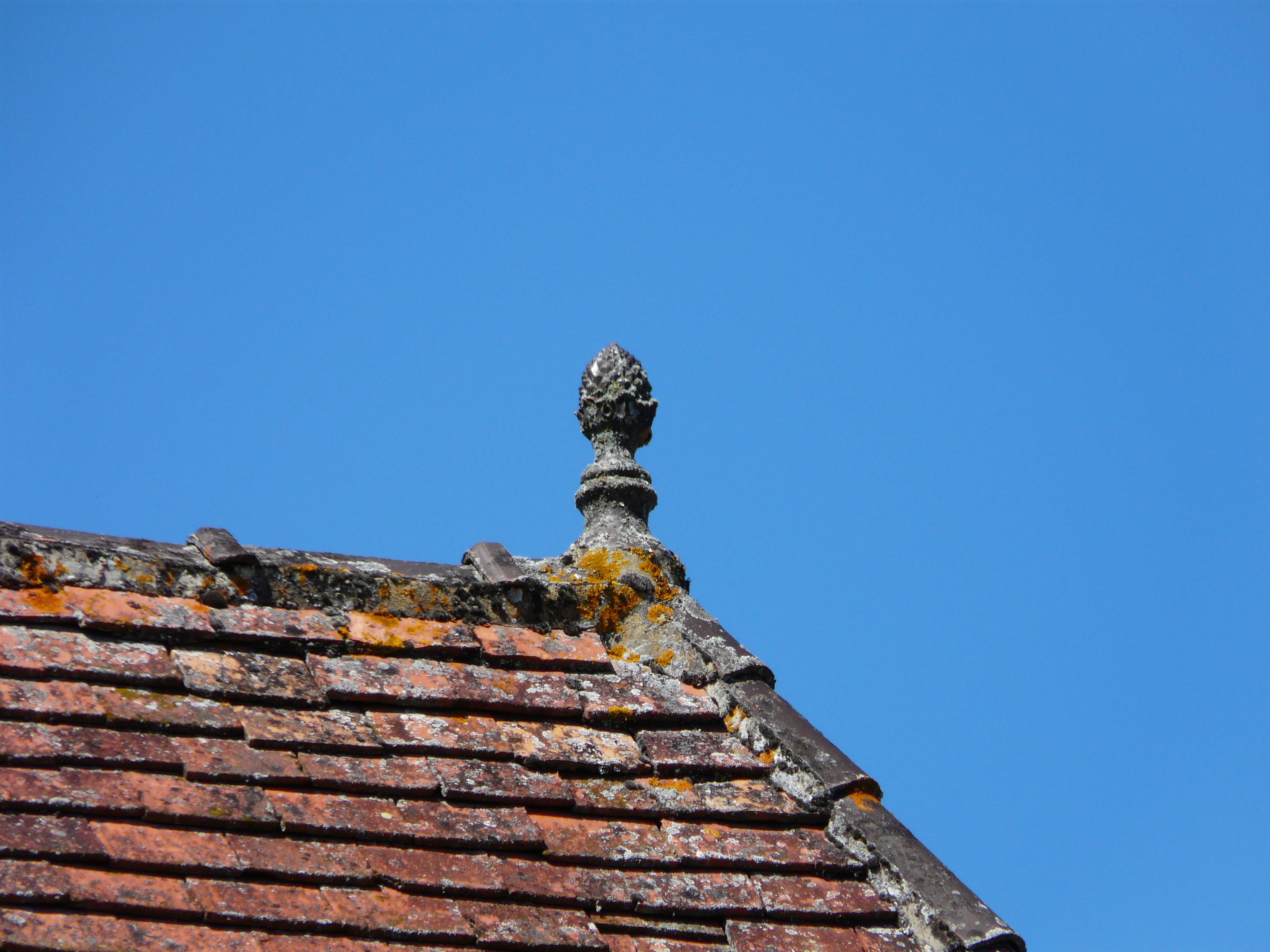
Épi en pomme de pin.
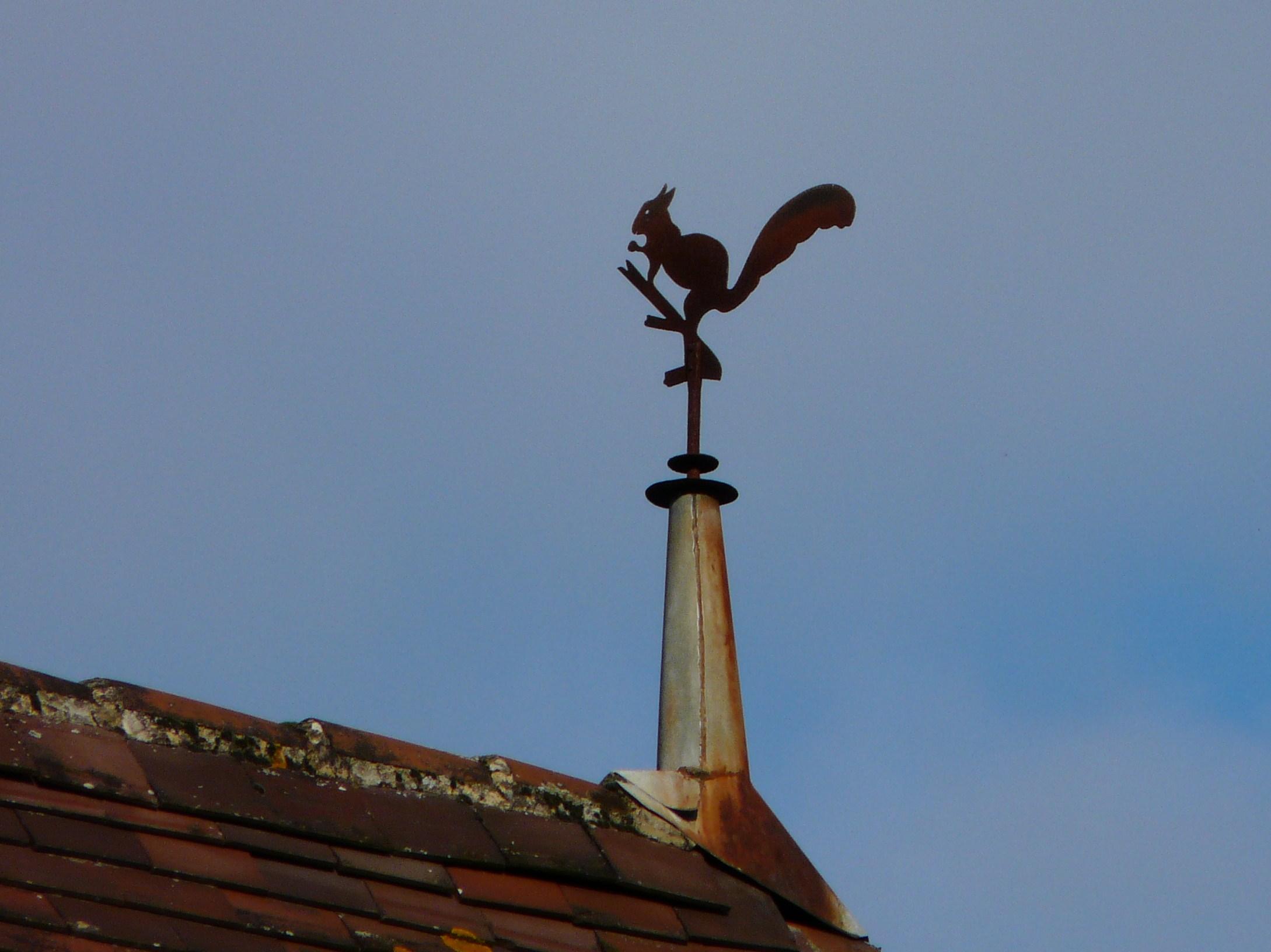
Emblème d'écureuil.
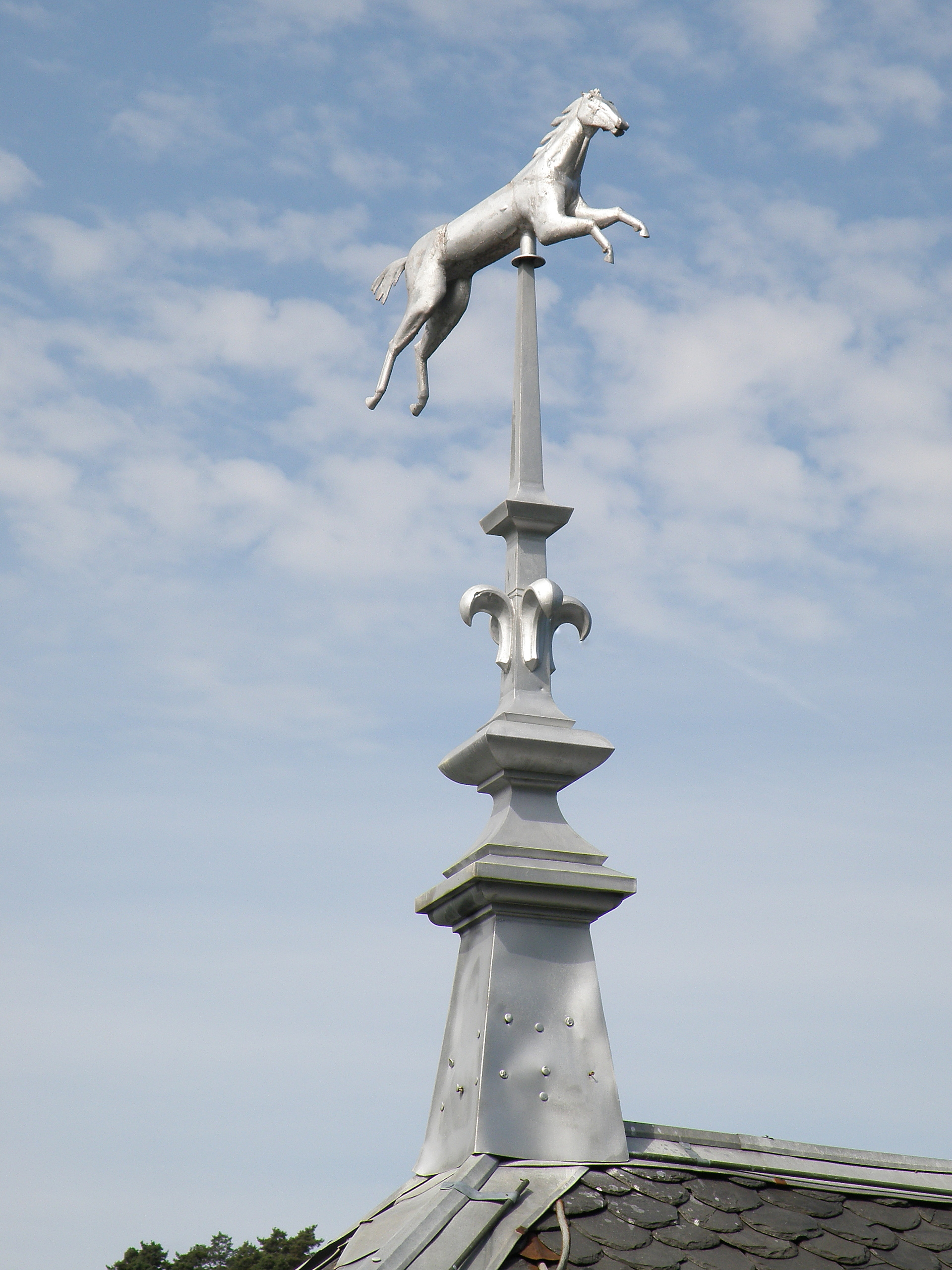
Épi à l'effigie d'un cheval (faisant office de girouette).
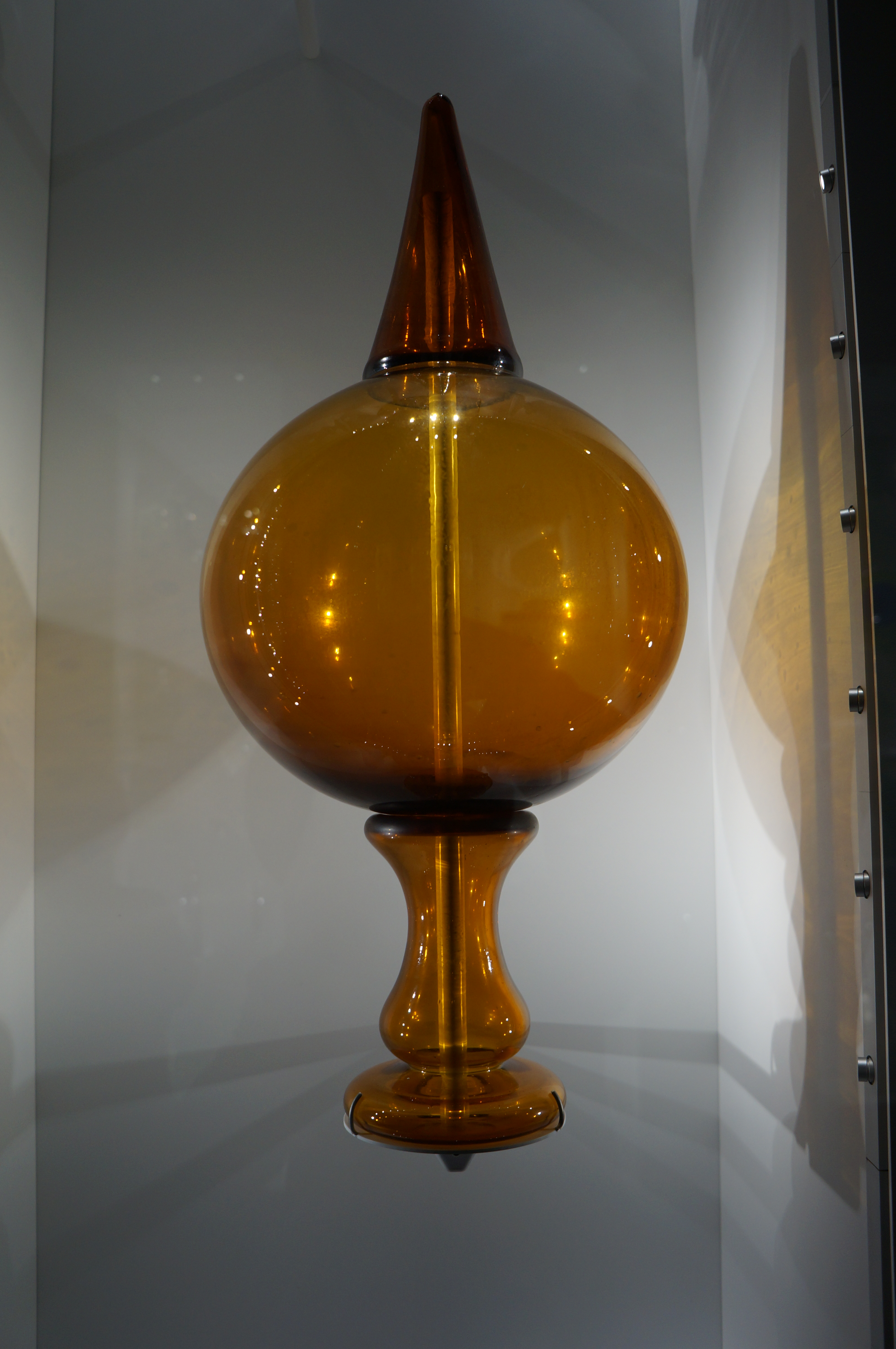
Épi de faîtage en verre.

## Galerie

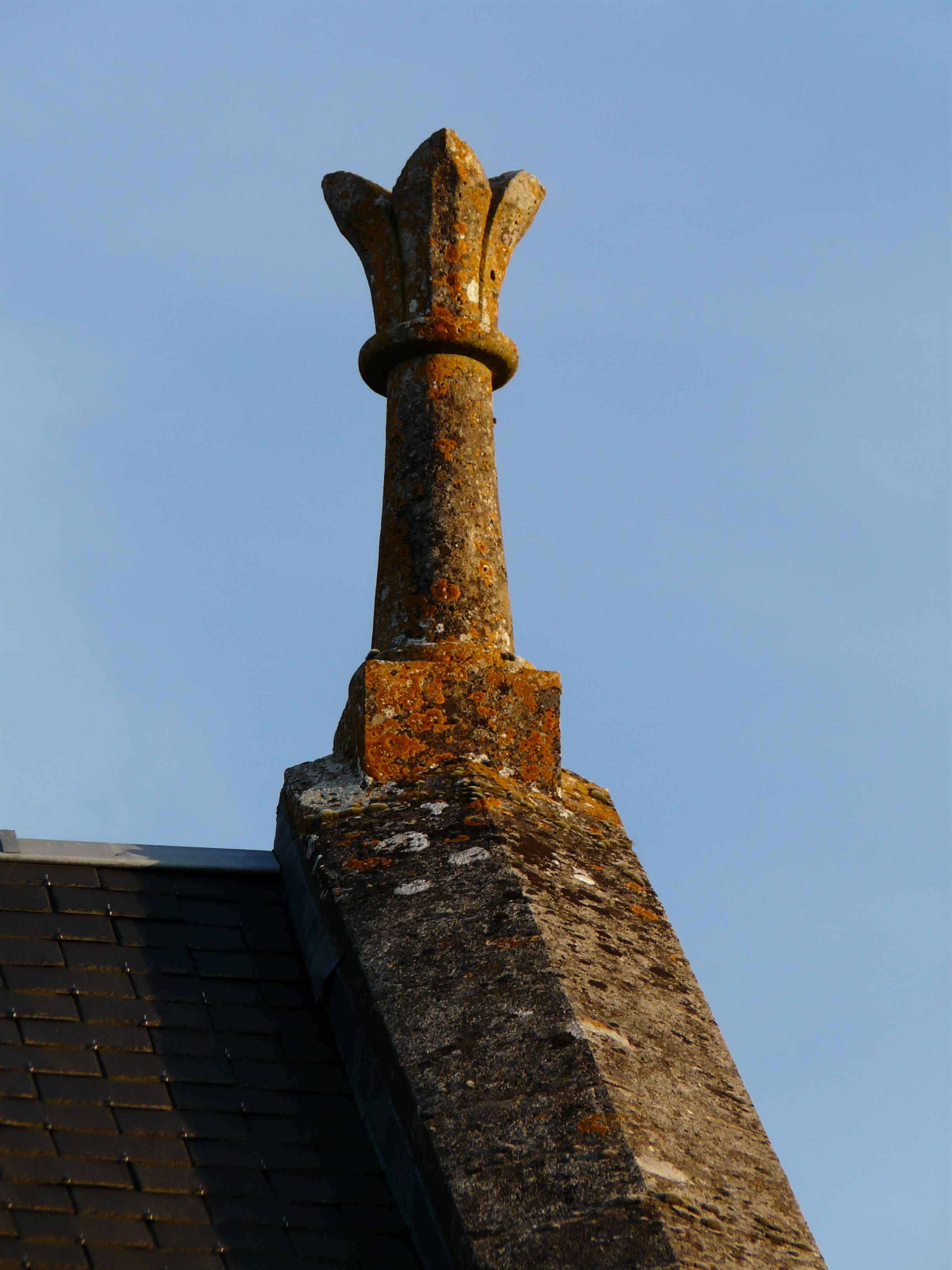
Épi de faîtage sur la chapelle de Savignac-Lédrier.
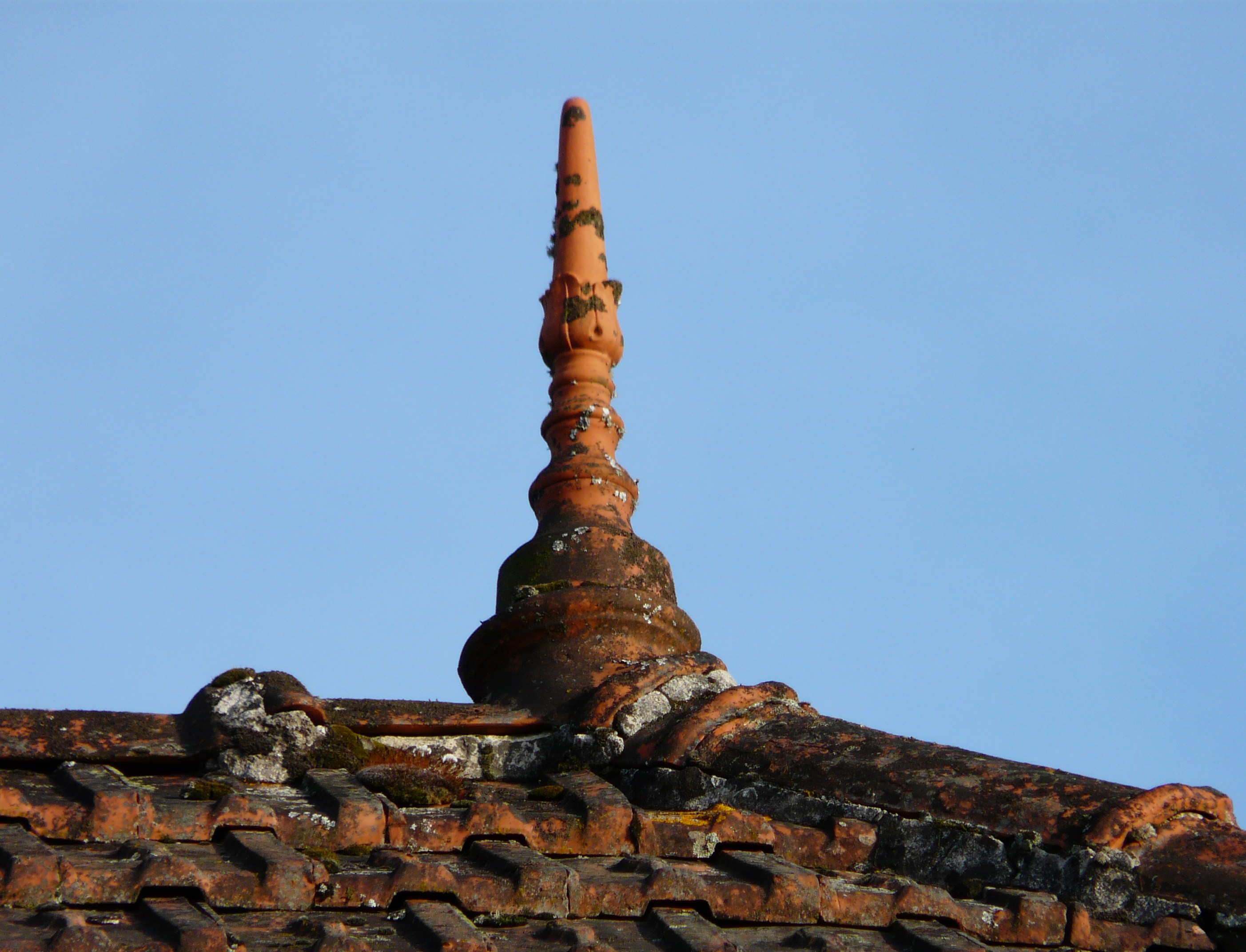
Épi de faîtage à Saint-Cyr-les-Champagnes.
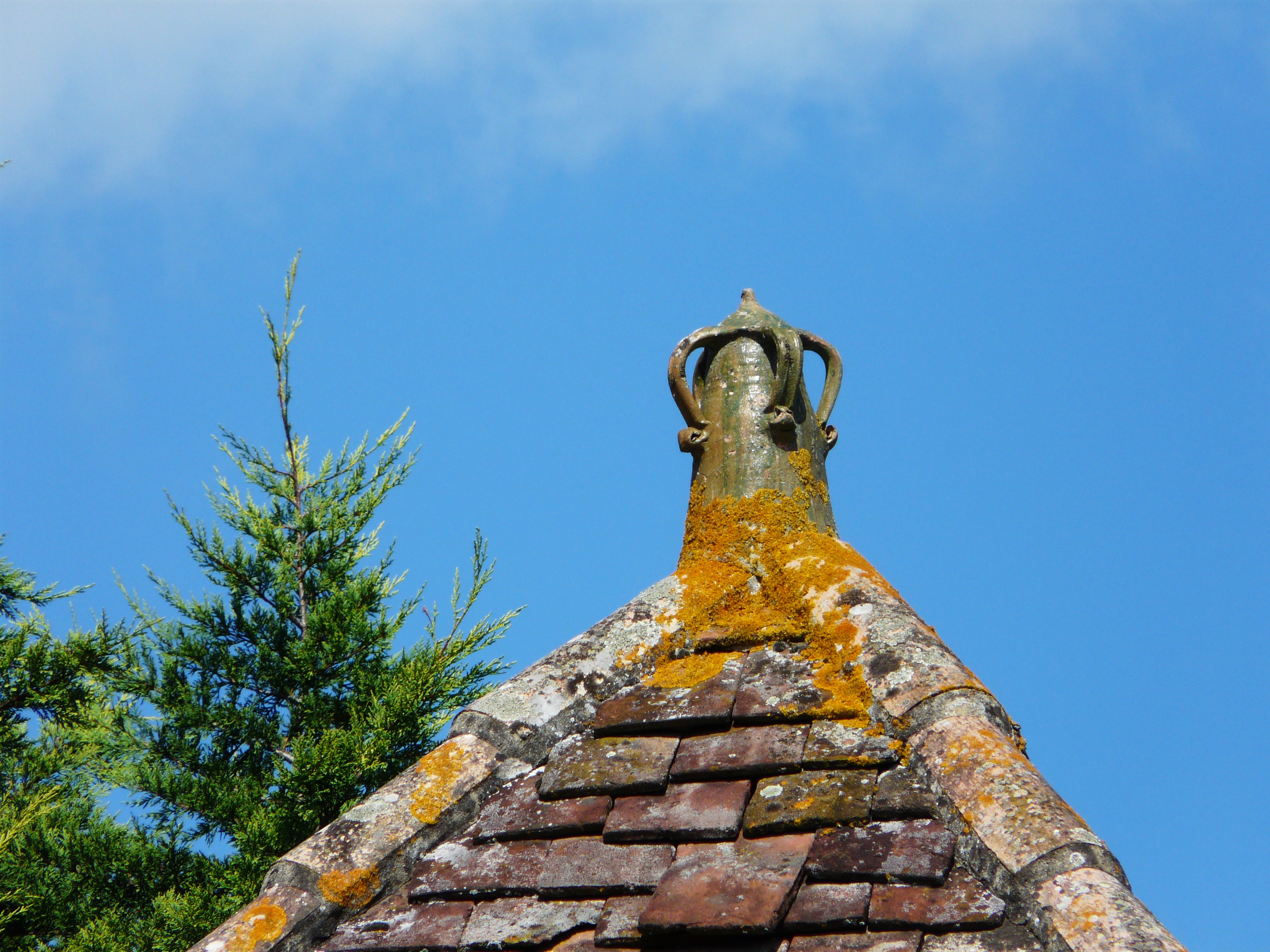
Épi de faîtage d'un pigeonnier à Saint-Capraise-de-Lalinde.
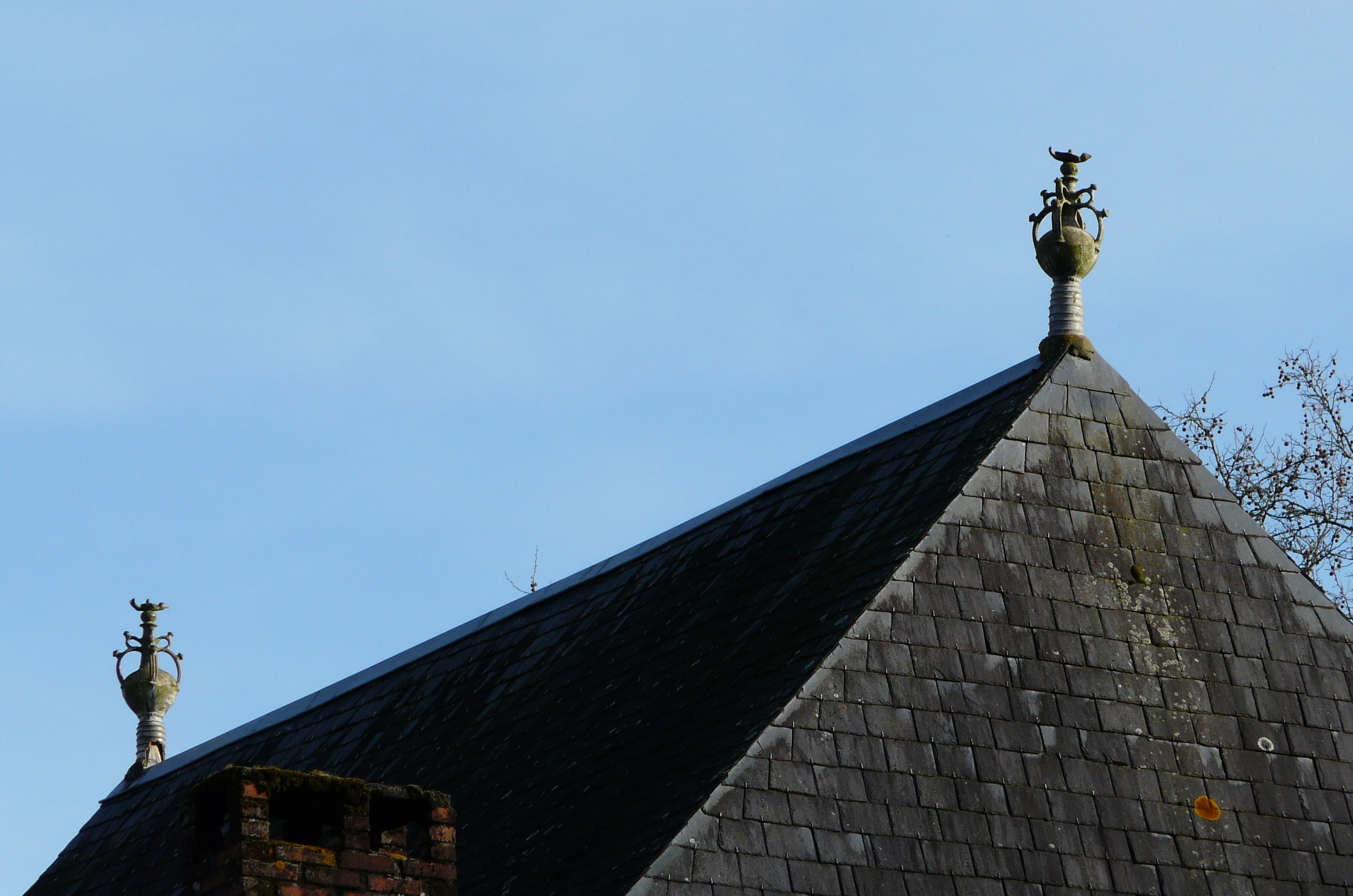
Épis de faîtage à Ségur-le-Château.
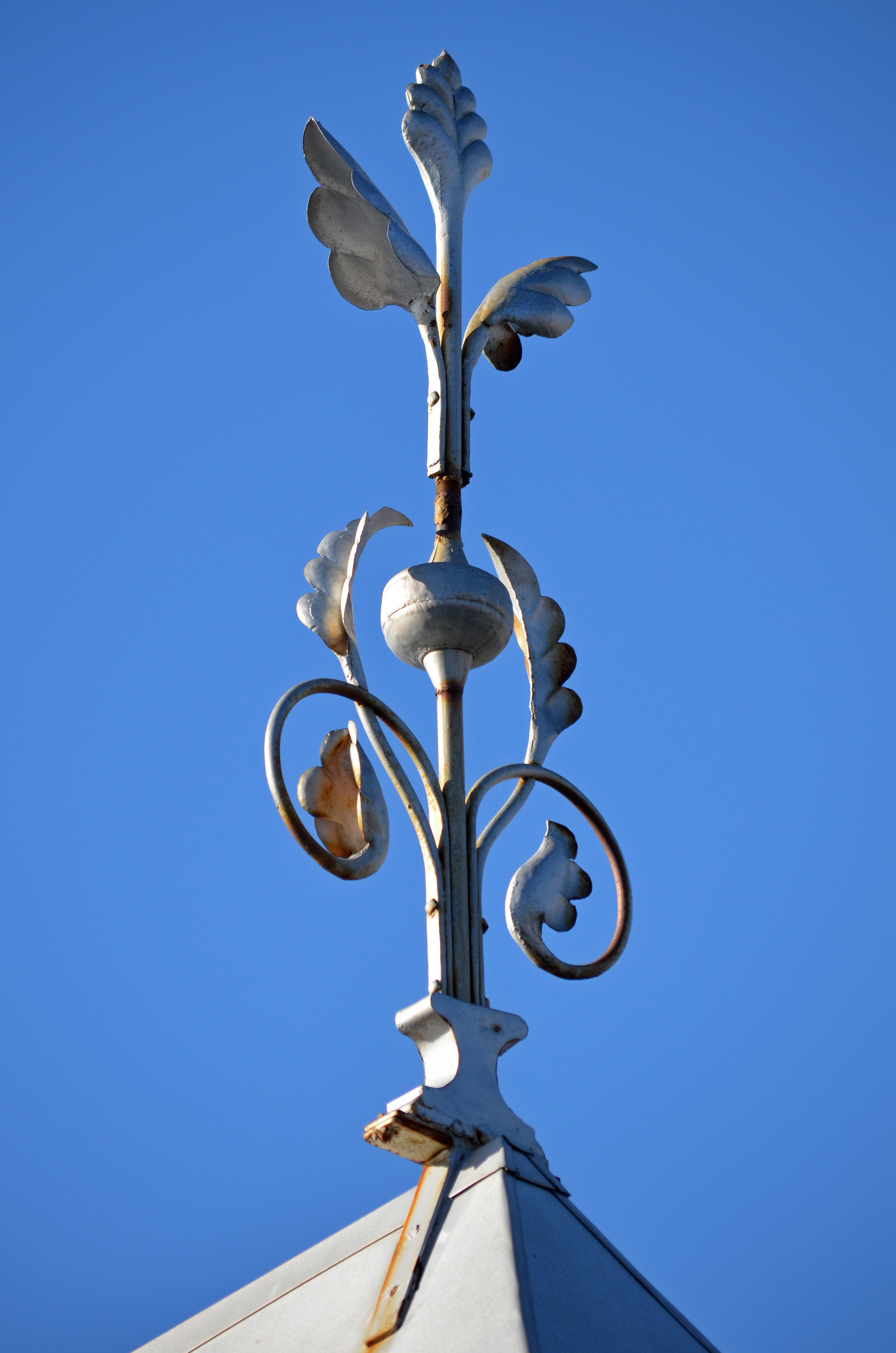
Épi de faîtage sur le manoir Fraser à Rivière-du-Loup.